# Meritxell Gené
Meritxell Gené i Poca, född 2 november 1986 i Lleida, är en katalansk (spansk) singer-songwriter och musiklärare. Hon har (fram till och med 2018) producerat fyra musikalbum och en diktsamling.

## Biografi

### Bakgrund och tidig solokarriär
Meritxell Gené studerade musik, körsång och piano i sin hemstad Lleida, bland annat vid Orfeó Lleidatà. Senare utbildade hon sig till musiklärare. 2003 blev hon del av Skalivada (senare Escalivada), en lokal musikgrupp med ska, rock och folkmusik på repertoaren. Gené spelade här dragspel och gitarr samt bidrog med sång.
2006 inledde Gené sin solokarriär som singer-songwriter. Två år senare kom hennes första album Inesperadament (Trackatrack, 2008), inspelad och mixad under 2007.
Under de kommande åren medverkade Meritxell Gené vid ett antal olika musikfestivaler runt om i de katalanskspråkiga områdena i östra Spanien, inklusive Senglar Rock (2006 och 2008), Festival Tastautors i Cardedeu (2008 och 2014), Festinoval i Lleida (2008), Barnasants (2009, 2011, 2013 och 2014), Mercat de Música Viva de Vic, och 2013 års Concert per la Llibertat på Camp Nou (organiserad av Òmnium Cultural och Assemblea Nacional Catalana, med 90 000 i publiken).
2008 medverkade hon – som musiker och skådespelare – i teatergruppen Dimitri Ialtas Pecats grans i menors ('Stora och små synder'). Föreställningen handlade om den kontroversiella vismusikern Guillem de Berguedà. Året efter deltog hon i teatergruppen Efímers turnerande scenföreställning Lo monstre ('Monstret'), 2010 syntes och hördes Gené i Terra i cultura, en föreställning där hon och musikerkollegorna Ivette Nadal och Joanjo Bosk framförde tonsatta dikter av ett antal katalanska poeter.

### Det tidiga 2010-talet
Meritxell Genés andra album var 2010 års Sota els llençols ('Under lakanen'; Tolmusic), med "L'amor jugava a perdre's" ('Kärleken levde farligt') som singellåt och ackompanjerad av en musikvideo.
Tre år senare kom Així t’escau la melangia ('Så växer din melankoli', Khlämor records), ett hyllningsalbum för Lleida-födde poeten Màrius Torres. Den här produktionen , som bekostades genom gräsrotsfinansiering via den spanska plattformen Verkami, nominerades till Enderrock-priser i kategorierna "Årets singer-songwriter-skiva", "Årets visa ("Mozart") och "Årets skivomslag". Under 2014 deltog Gené bland annat i en hyllningskonsert för de baleariska poeterna Bartomeu Rosselló-Pòrcel och Marià Villangómez och den internationella musikfestivalen i Cadaqués.
Våren 2015 släpptes Genés tredje album Branques ('Grenar', Khlämor records).

### Det sena 2010-talet
Sedan 2017 är Meritxell Gené medlem av det musikaliska projektet Les Kol·lontai, tillsammans med de kvinnliga musikerkollegorna Sílvia Comes, Montse Castellà och Ivette Nadal. Projektet föddes som del av det feministiska uppvaknandet runt metoo-rörelsens framväxt 2017 och har sedan bildandet publicerat ett dubbelalbum och synts på ett antal olika konserter runt om i regionen.
I februari 2018 publicerades Genés första diktsamling Després dels esbarzers ('Efter snåren', Pagès Editors). Sent 2019 lanserade Gené en ny finansieringskampanj för det kommande, femte soloalbumet. Detta försenades på grund av 2020 års covid-19-pandemi men gavs ut under senhösten 2020 under titeln Sa tanca d'allà dins, ett minialbum på sju låtar där hon tonsatt ett antal av dikterna från sin diktsamling.
Meritxell Gené har vid sidan av sina aktiviteter som musiker och lärare även varit verksam som aktivist och föreläsare i samband med olika sammankomster med katalanistisk prägel. Vid 2019 års diada syntes hon från scenen som presentatör av olika aktiviteter.

## Verk

### Diskografi (album)
- 2008 – Inesperadament ('Oönskat'), Trackatrack
- 2010 – Sota els llençols ('Under lakanen'), Tolmusic
- 2013 – Així t’escau la melangia ('Så växer din melankoli', Khlämor records
- 2015 – Branques ('Grenar'), Khlämor records
- 2020 – Sa tanca d'allà dins (egenutgiven)